# Liste des routes de l'Île-du-Prince-Édouard
La liste des routes de l'Île-du-Prince-Édouard répertorie l'ensemble des routes provinciales de la province canadienne de l'Île-du-Prince-Édouard, soit celles entretenues par le ministère des Transports et de l'Infrastructure de l'Île-du-Prince-Édouard. 
Le réseau comprend trois séries de routes numérotées, soit les routes principales, les routes collectrices et les routes locales.

## Routes principales
L'Île-du-Prince-Édouard compte principalement sur les routes artérielles pour servir de lien majeur entre les villes. La seule autoroute de la province est le Cornwall Bypass, laquelle fait partie de la route 1. Une autre route présente des sections à accès limité ; il s'agit de la Charlottetown Perimeter Highway, entre Upton Road et St. Peters Roas. La vitesse maximale sur ces routes est généralement de 90 km/h.
| Numéro    | Longueur (km) | Longueur (mi) | Terminus sud ou ouest                      | Terminus nord ou est               | Notes |
| --------- | ------------- | ------------- | ------------------------------------------ | ---------------------------------- | --- |
| Route 1   | 119,80        | 74,40         | Pont de la Confédération à Borden-Carleton | Traversier de Wood Islands         | Route transcanadienne |
| Route 1A  | 20,30         | 12,60         | Route 1 à Albany                           | Route 2 près de Summerside         | |
| Route 2   | 216,00        | 134,00        | Route 14 / Route 153 à Tignish             | Route 16 / MacPhee Avenue à Souris | |
| Route 3   | 33,00         | 21,00         | Route 1 à Cherry Valley                    | Georgetown                         | |
| Route 4   | 64,90         | 40,30         | Route 1 à Wood Islands                     | Route 2 à Dingwells Mills          | La route 4 est considérée comme une route principale entre la route 17 à Montague et la route 2 à Dingwells Mills. Le reste du tracé est une route collectrice |
| Route 142 | 24,10         | 15,00         | O'Leary                                    | Route 2 à Woodstock                | La route 142 est considérée comme une route principale entre O'Leary et Woodstock. Le reste du tracé est une route locale                                      |
|           |               |               |                                            |                                    | |

## Routes collectrices
Les routes collectrices de la province sont toutes asphaltées et présentent une limite de vitesse de 80 km/h.
| Numéro    | Longueur (km) | Longueur (mi) | Terminus sud ou ouest                  | Terminus nord ou est                    | Notes                       |
| --------- | ------------- | ------------- | -------------------------------------- | --------------------------------------- | --------------------------- |
| Route 5   | 27,80         | 17,30         | Route 1 à Mount Albion                 | Route 4 près de Cardigan                |                             |
| Route 6   | 68,70         | 42,70         | Route 2 / Route 20 à Kensington        | Route 2 à Bedford Corner                |                             |
| Route 7   | 9,90          | 6,20          | Route 2 à Miltonvale Park              | Route 6 / Route 251 à Oyster Bed Bridge |                             |
| Route 8   | 21,50         | 13,40         | Route 1A à Ross Corner                 | Route 6 / Route 20 à New London         |                             |
| Route 9   | 18,10         | 11,20         | Route 19A à Long Creek                 | Route 2 à Brookfield                    |                             |
| Route 10  | 23,20         | 14,40         | Route 1A à Bedeque                     | Route 1 à Tryon                         |                             |
| Route 11  | 65,50         | 40,70         | Route 1A à Summerside                  | Route 2 à Mount Pleasant                |                             |
| Route 12  | 112,00        | 70,00         | Route 11 à Miscouche                   | North Cape                              |                             |
| Route 13  | 38,00         | 24,00         | Route 1 / Route 231 à Crapaud          | Cavendish                               |                             |
| Route 14  | 82,20         | 51,10         | Route 2 à Carleton                     | Route 2 à Tignish                       |                             |
| Route 15  | 18,20         | 11,30         | Charlottetown                          | Brackley Beach                          |                             |
| Route 16  | 75,00         | 47,00         | Route 2 à St. Peter's Bay              | Route 2 / MacPhee Avenue à Souris       |                             |
| Route 16A | 4,00          | 2,50          | Route 16 à South Lake                  | Route 16 à North Lake                   |                             |
| Route 17  | 36,90         | 22,90         | Route 4 à Murray River                 | Route 4 à Montague                      |                             |
| Route 17A | 6,60          | 4,10          | Route 17 près de Cambridge             | Route 17 à Sturgeon                     |                             |
| Route 18  | 23,90         | 14,90         | Route 4 près de Murray River           | Route 4 à Murray River                  |                             |
| Route 18A | 2,90          | 1,80          | Route 18 près de Murray Harbour        | Route 18 à Murray Harbour               |                             |
| Route 19  | 44,50         | 27,70         | Route 1 / Route 246 à DeSable          | Route 27 à Cornwall                     |                             |
| Route 19A | 5,20          | 3,20          | Route 19 à Canoe Cove                  | Route 19 à New Dominion                 |                             |
| Route 20  | 32,30         | 20,10         | Route 2 / Route 6 à Kensington         | Route 6 / Route 8 à New London          |                             |
| Route 21  | 30,90         | 19,20         | Route 1 à Stratford                    | Route 323 à Fanning Brook               |                             |
| Route 22  | 28,60         | 17,80         | Route 210 / Route 320 à Victoria Cross | Route 2 à Mount Stewart                 |                             |
| Route 23  | 18,80         | 11,70         | Route 315 près de Wood Islands         | Route 210 à Orwell                      |                             |
| Route 24  | 29,30         | 18,20         | Route 4 à Murray River                 | Route 3 à Vernon River                  |                             |
| Route 25  | 18,00         | 11,00         | Route 2 à Marshfield                   | Stanhope Bayshore                       |                             |
| Route 25A | 1,80          | 1,10          | Route 25 à North Shore                 | Route 6 à North Shore                   |                             |
| Route 26  | 10,90         | 6,80          | Route 1 à Stratford                    | Route 1 à Waterside                     |                             |
| Route 27  | 7,50          | 4,70          | Route 1 à Clyde River                  | Route 1 / Route 248 à Cornwall          | Ancienne route 1 à Cornwall |
|           |               |               |                                        |                                         |                             |

## Routes locales
Les routes locales peuvent être pavées ou pas. Les vitesses maximales varient entre 50 km/h et 80 km/h, selon les endroits.

### Comté de Prince
Les routes locales du comté de Prince sont les routes numérotées entre 101 et 182. Elles se situent dans l'ouest de la province. 

### Comté de Queens
Les routes locales du comté de Queens sont les routes numérotées entre 201 et 270. Elles se situent dans le centre de la province. 

### Comté de Kings
Les routes locales du comté de Prince sont les routes numérotées entre 301 et 358. Elles se situent dans l'est de la province. 